# Saaremaa virus
Saaremaa virus (англ.) — вирус из рода хантавирусов (Hantavirus). Распространён на территории Западной Европы и чаще всего встречается в Дании, Словении и Эстонии. В отличие от близкого ему вируса Добрава-Белград, вызывает лёгкую форму геморрагической лихорадки с почечным синдромом — не было зарегистрировано ни одного случая смерти после заражения вирусом.

## История изучения
Впервые о новом хантавирусе заговорили во время изучения вируса Добрава-Белград на территории Словении. Поводом для обсуждения стало появление нового переносчика, который не был типичным для этого хвантавируса. Позже было зафиксировано, что заболевания разнятся по уровню смертности — часть заражений протекала с облегчённой симптоматикой, тогда как в некоторых случаях смертность достигала 10 %.
В 1999 году на территории Словакии была обнаружена циркуляция вируса Добрава-Белград у разных носителей: желтогорлой мыши и полевой мыши. До проведения генетического исследования вирус, обнаруженный в тканях полевой мыши, был обозначен кодом DOBV-Aa.
Дальнейшие исследования доказали, что возбудителями заболевания являются два различных вида хантавирусов. Так, проведённое в 2005 году исследование показало, что Saaremaa hantavirus, в отличие от Dobrava-Belgrade hantavirus, не причиняет вреда своему носителю-грызуну и, судя по симптоматике, оказывается даже менее опасным чем Вирус Пуумала, тогда как мыши, зараженные вирусом Добрава-Белград практически во всех случаях погибали. В 2000 году вирусу присвоено собственное название в честь эстонского острова Сааремаа, а в 2016 году оно изменено, как и у других Bunyavirales.

## Переносчик
Естественным резервуаром для вируса являются сразу два вида грызунов: желтогорлая мышь (Apodemus flavicollis) и полевая мышь (Apodemus agrarius).